# Naturschutzgebiet Brömcke Bach
Das Naturschutzgebiet Brömcke Bach (teilweise auch als Brömke Bach oder Brömckebach verzeichnet) ist ein 1,42 ha großes Naturschutzgebiet (NSG) im Stadtgebiet von Kierspe im Märkischen Kreis in Nordrhein-Westfalen. Es liegt direkt an der Gemeindegrenze zu Halver östlich bzw. nordöstlich der Hofschaft Hinterhedfeld. Das Gebiet wurde 2003 mit dem Landschaftsplan Nr. 7 Kierspe als NSG ausgewiesen und besteht aus zwei Teilflächen.

## Gebietsbeschreibung
Bei dem NSG handelt es sich um einen rund 700 Meter langen Unterlaufabschnitt des naturnahen Mittelgebirgsbaches Brömcke mit angrenzender Aue. Der Brömckebach entspringt in Schmidthausen und mündet kurz nach Verlassen des Naturschutzgebiets in die Kerspetalsperre. In der Aue befinden sich Feuchtwaldbereiche mit Bacherlen-Eschenwald und Erlensumpfwald, ferner Feuchtgrünland und in trockenen Bereichen der Aue auch Eichenwald- und Eichen-Birkenwaldbestände.